# Solomon Foot
Solomon Foot (ur. 19 listopada 1802 w Cornwall, zm. 28 marca 1866 w Waszyngtonie) – amerykański polityk.

## Życiorys
Urodził się 19 listopada 1802 roku w Cornwall. Pobierał nauki w college’u w Middlebury, a następnie został nauczycielem, jednocześnie studiując prawo. W 1831 roku został przyjęty do palestry i otworzył prywatną praktykę w Rutland. W latach 30. XIX wieku zasiadał w legislaturze stanowej Vermontu, a także pełnił funkcję prokuratora stanowego. W 1842 roku został wybrany do Izby Reprezentantów (z ramienia Partii Wigów), gdzie zasiadał do roku 1847. Trzy lata później wygrał wybory do Senatu, gdzie zasiadał aż do śmierci (początkowo jako wig, a następnie jako republikanin). W latach 1861–1864 pełnił funkcję przewodniczącego pro tempore izby wyższej. Zmarł 28 marca 1866 roku w Waszyngtonie.